# Kolofon

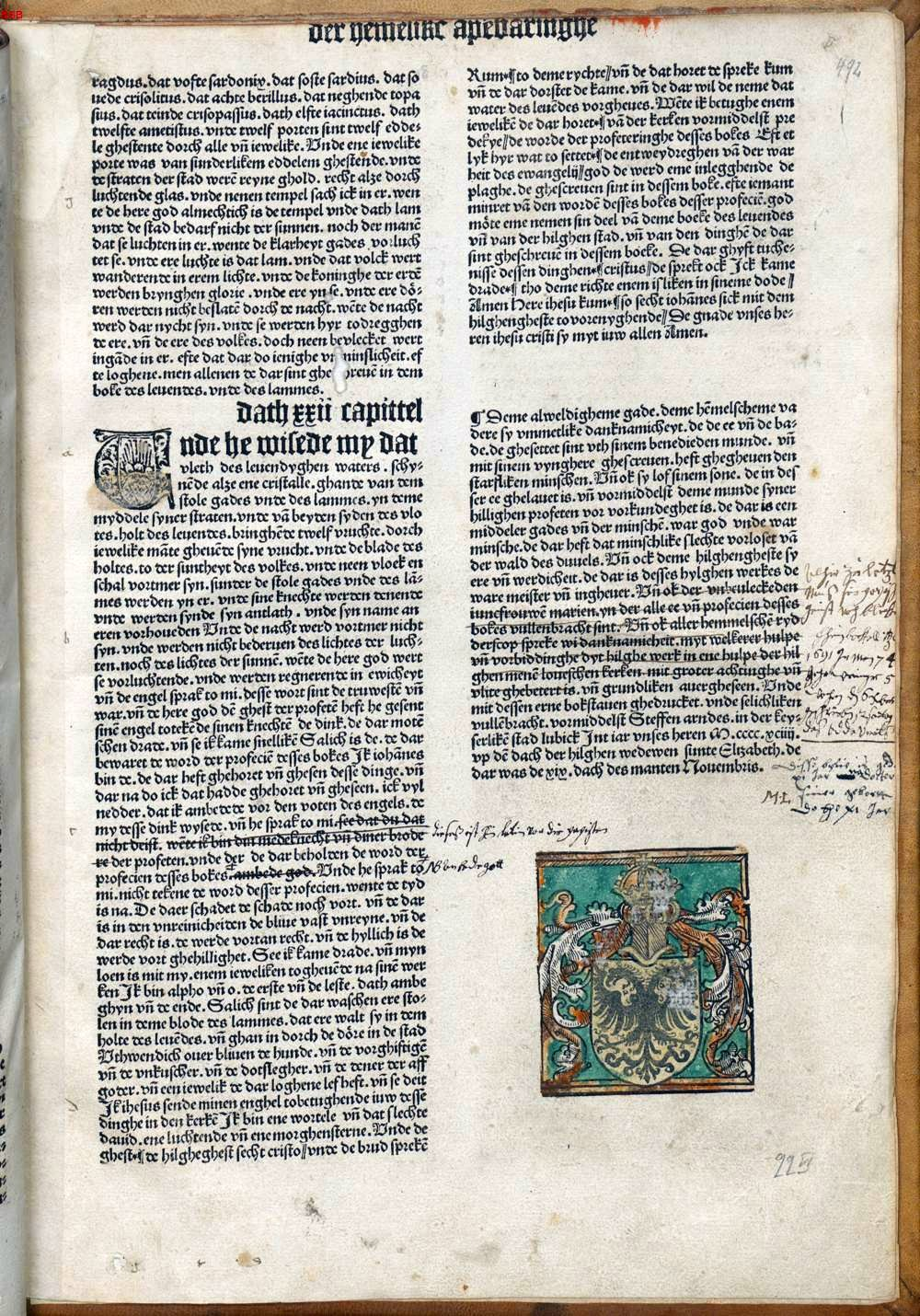
Kolofon Biblia Lubecka (1494) z 1494

Kolofon (stgr. κολοφών kolophōn „szczyt, wierzchołek; zwieńczenie pracy”) – formuła umieszczona na końcu średniowiecznej książki rękopiśmiennej, zawierająca explicit z tytułem dzieła, datację, imię pisarza, czasem jego funkcję (np. praesbiter, organista itp.) i pochodzenie, a nieraz także inne informacje dotyczące okoliczności powstania danego egzemplarza, np. na czyje polecenie czy za czyjego panowania powstał. Uzupełnieniem kolofonu bywały niekiedy osobiste wynurzenia pisarza, zwykle w formie wierszowanej (o charakterze okolicznościowym, pobożnym, poważnym bądź trywialnym itp.), najczęściej wyrażające zadowolenie z powodu ukończonego trudu pisarskiego. Kolofon rozwinął się w późnym średniowieczu ze zwięzłej formuły explicitu. Zwykle był wyróżniany przez pisarza graficznie (np. inną barwą inkaustu lub większymi literami).
W przypadku książki drukowanej, kolofonem nazywana jest metryka wydawnicza, w najstarszych drukach obejmująca imię i nazwisko autora dzieła, tytuł, miejsce druku, nazwisko drukarza/nakładcy i datę. W XV i XVI wieku kolofon występował jeszcze na końcu książki (podobnie jak w rękopisach), przy czym w XVI w. eksponowany był często na osobnej stronie. Następnie informacje zawarte w kolofonie zostały przeniesione na kartę tytułową.
Współcześnie kolofon jest odmianą metryki drukarskiej, zamieszczanej na końcu druku w formie notatki informacyjnej podającej nazwę drukarni, nr zamówienia, wysokość nakładu, nr zezwolenia na druk i inne dane. Kolofon może występować razem z metryką wydawniczą. Obecnie w kolofonie można podawać np. nazwy oprogramowania użytego do składu tekstu, nazwy użytych fontów komputerowych itp., a nawet nazwiska osób, które w jakiś pośredni sposób przyczyniły się do powstania książki, wspomagały lub inspirowały autora, a nie ma dla nich miejsca w informacjach na stronie redakcyjnej książki.
Pierwszy drukowany kolofon zawarto w Psałterzu mogunckim z 1457 roku. 